# Skała z Krzyżem (Piaseczno)
Skała z Krzyżem, Skały z Krzyżem – dwie skały na Wyżynie Częstochowskiej, we wsi Piaseczno w województwie śląskim. Znajdują się w odległości 130 m na północny zachód od drogi pomiędzy Piasecznem a Skarżycami (dzielnica Zawiercia), na skraju lasu, przy czerwonym szlaku turystycznym. Na wyższej z nich uprawiana jest wspinaczka skalna.
Skała z Krzyżem zbudowana jest z wapienia i ma wysokość 12 m, ściany połogie i pionowe z filarem. Jest na niej 5 dróg wspinaczkowych o trudności od V do VI.3+ w skali Kurtyki. Na trzech z nich zamontowano ringi (r).

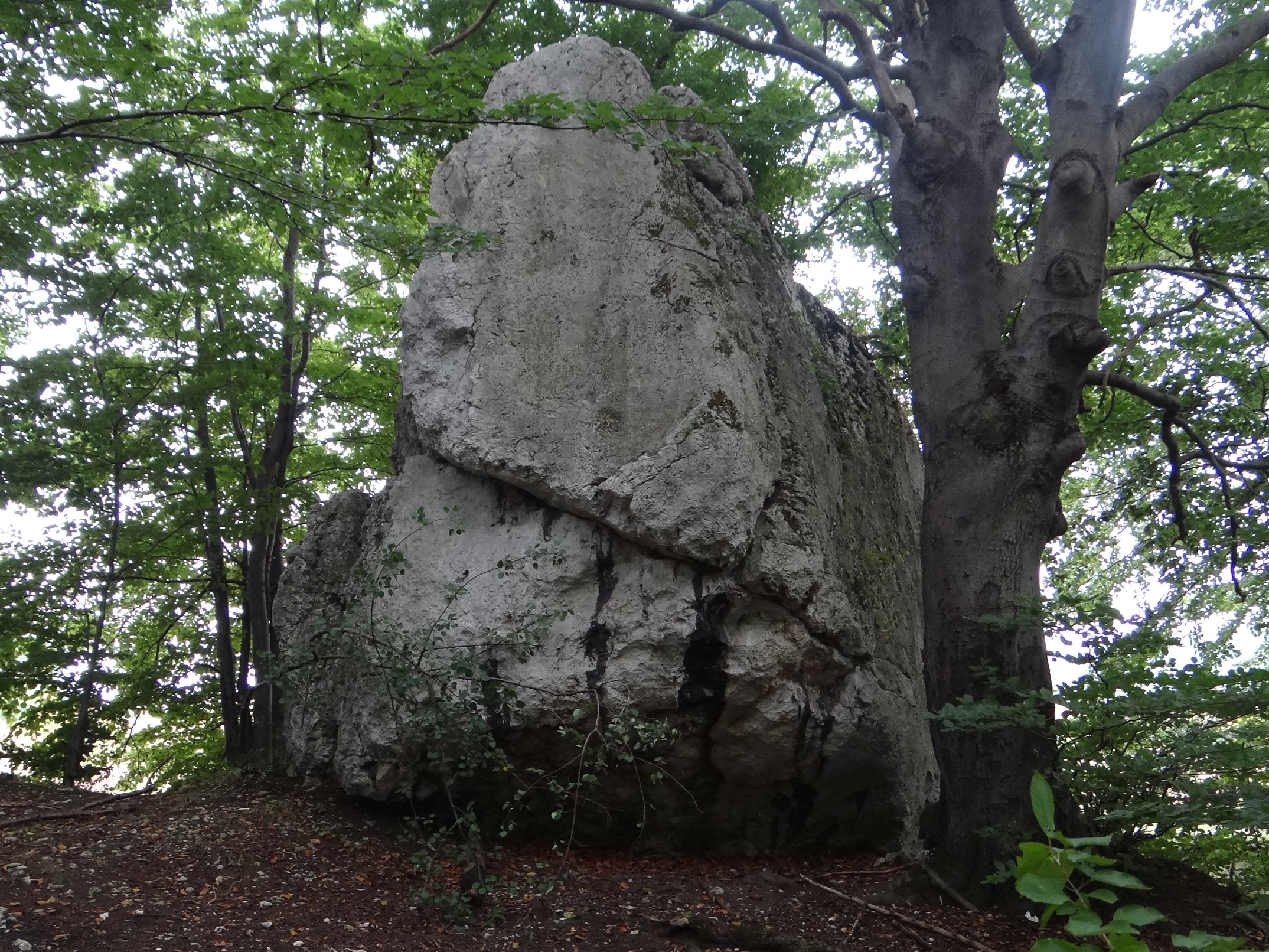
Mniejsza skała
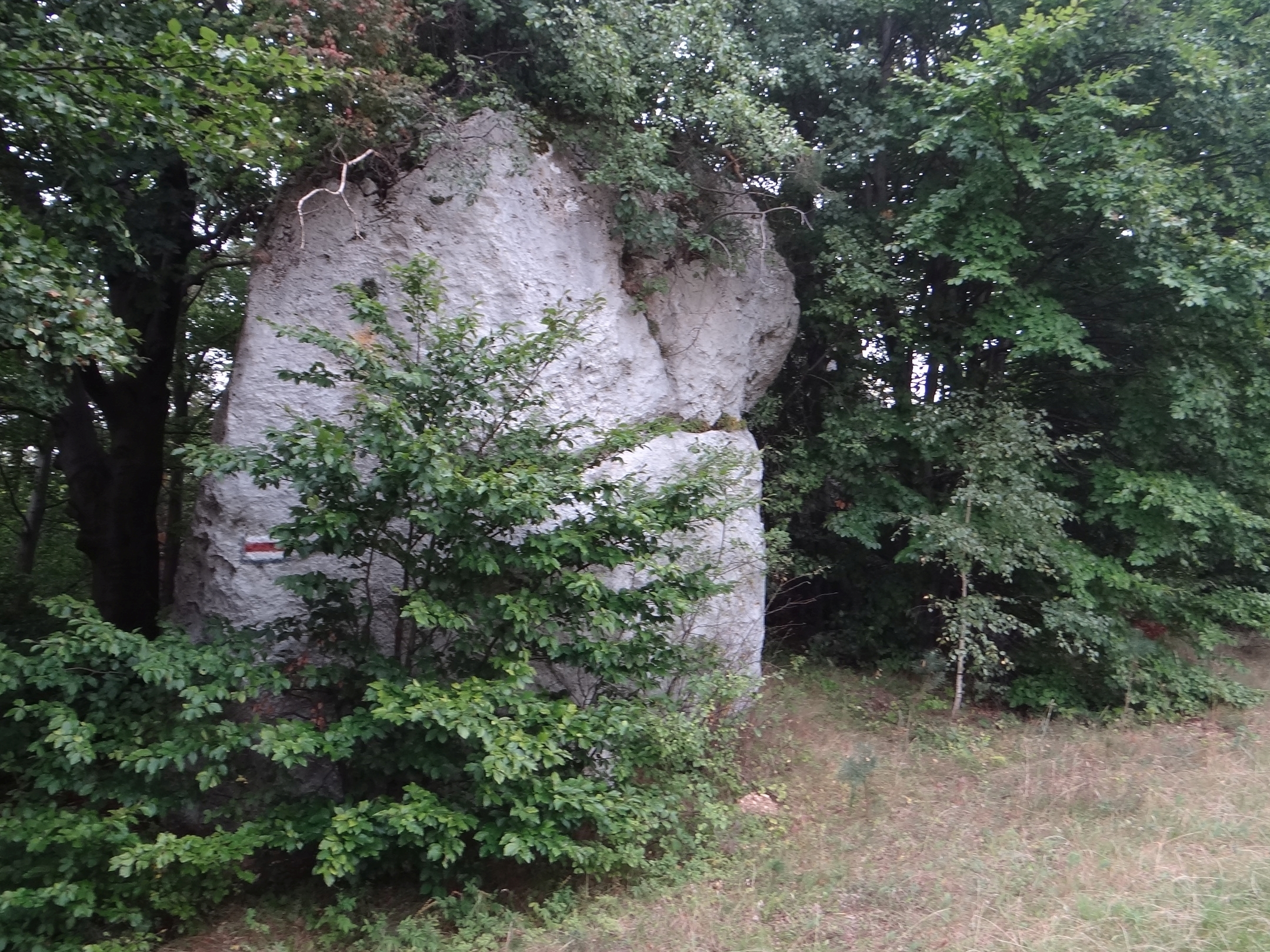
Mniejsza skała
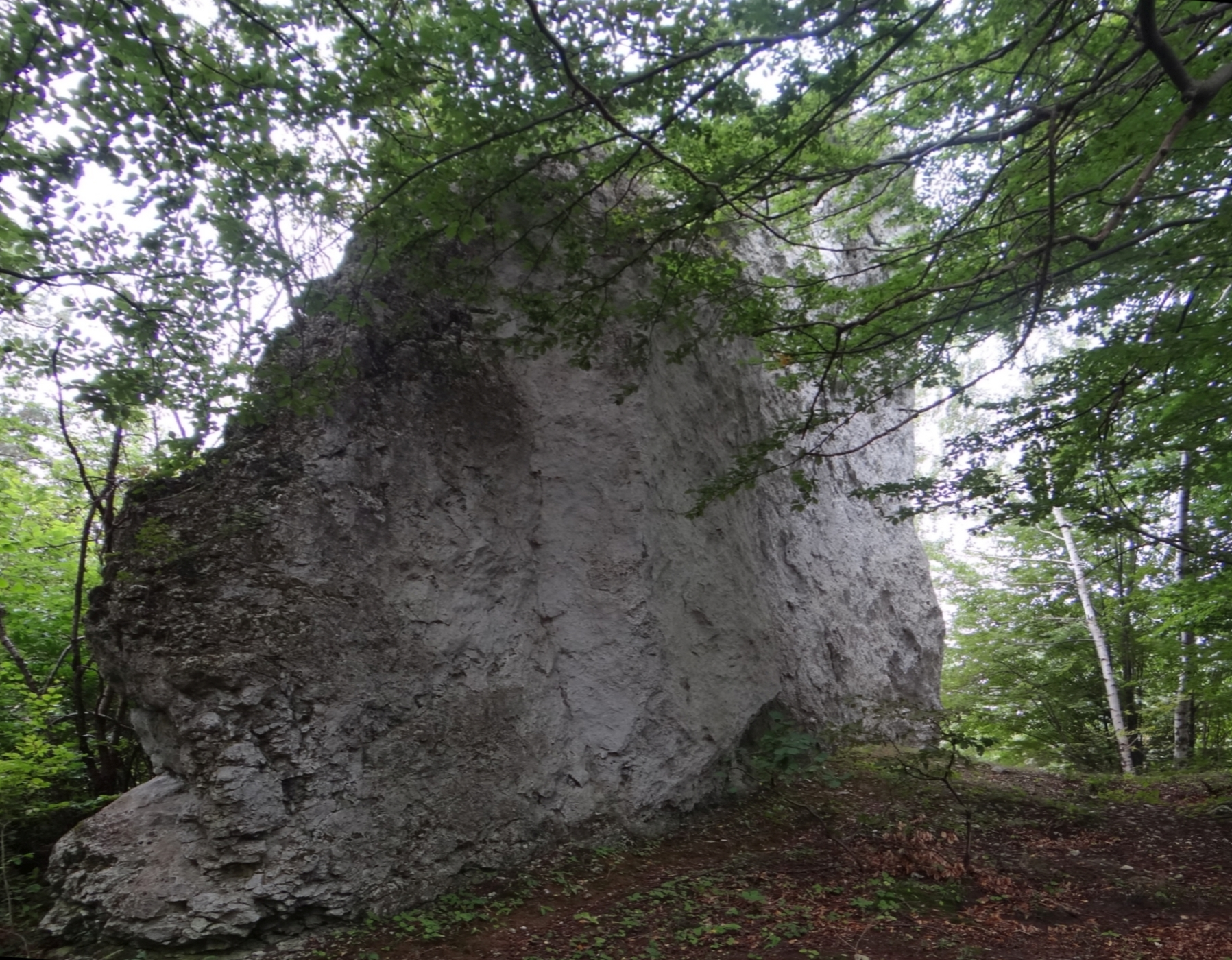
Ściana wspinaczkowa na wyższej skale
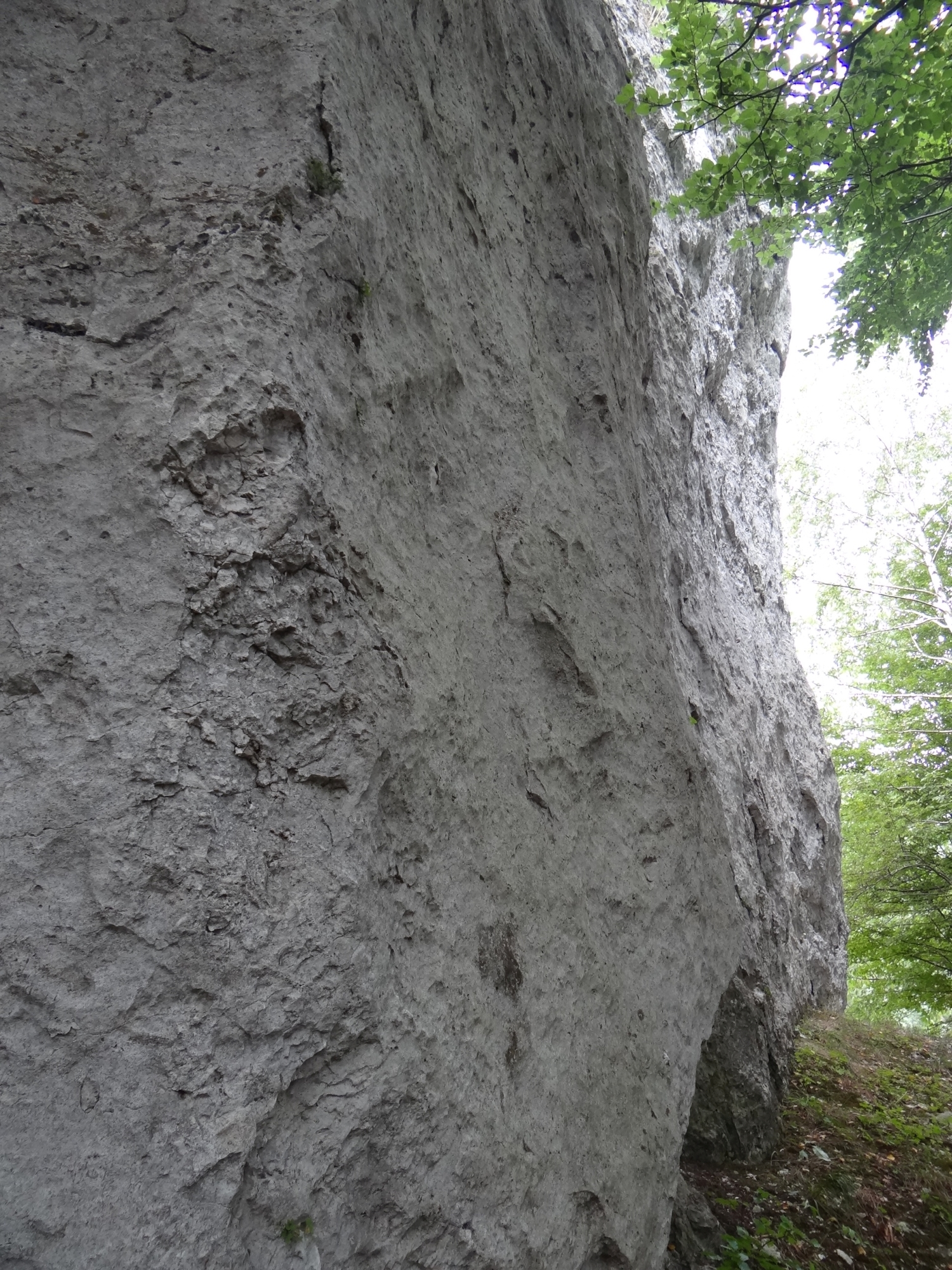
Ściana wspinaczkowa
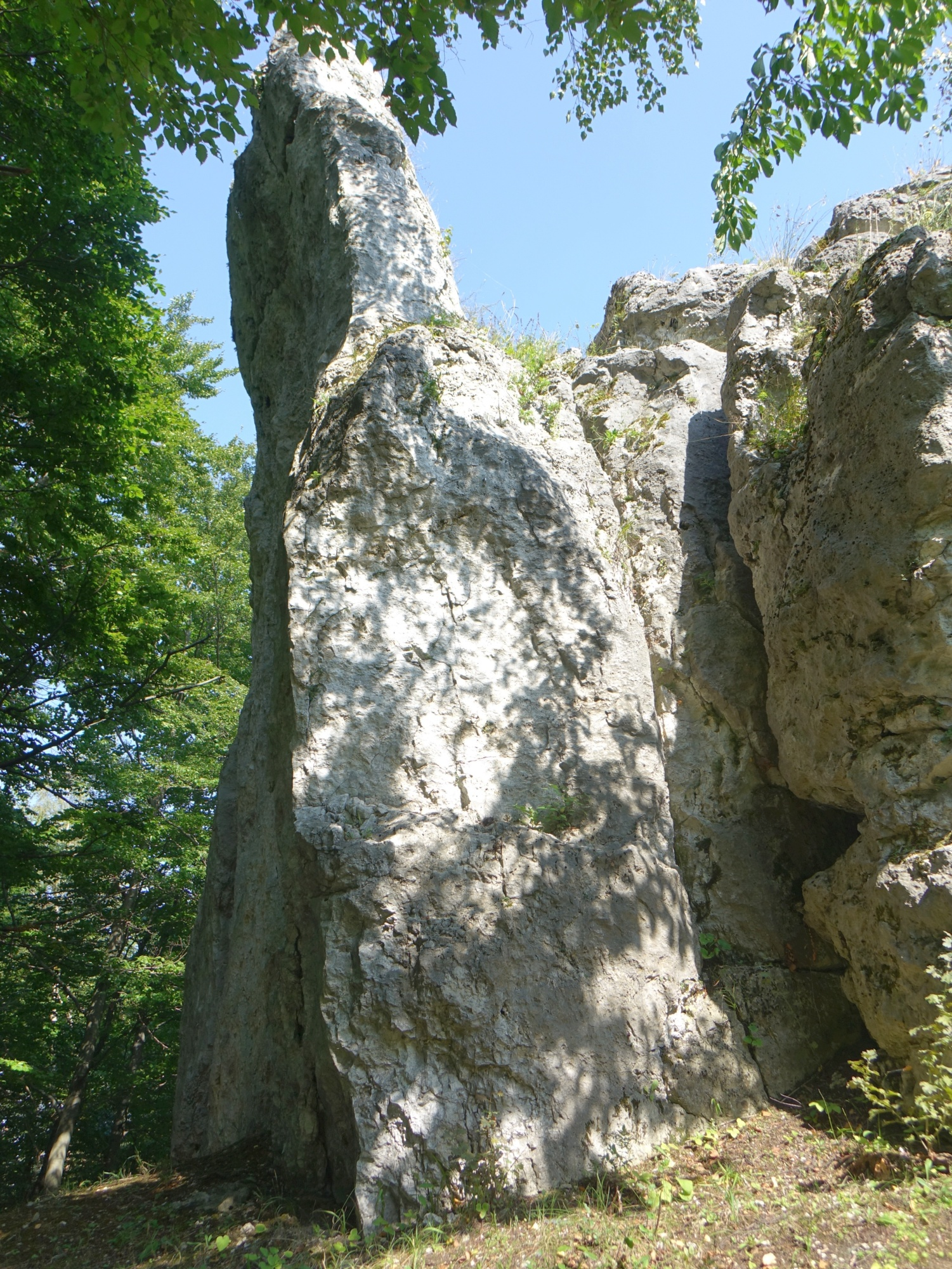
Wyższa skała z boku

## Drogi wspinaczkowe
1. Rysa z krzyżem; V, 12 m
2. Welcome to Korea; 4r, VI.2, 12 m
3. Pożegnanie z Polską; 5r, VI.2+/3, 12 m
4. Krzyż Pański; 4r, VI.3/3+, 12 m
5. Filar z krzyżem; VI.2, 12 m[1].

Oprócz tych skał w lesie przy drodze Piaseczno-Skarżyce (w odległości około 100 m od Skały z Krzyżem i 50 m od drogi) znajdują się inne skały wapienne, na których także zamontowano ringi dla 3 dróg wspinaczkowych. Jest to Mała Grań.
Obok Skały z Krzyżem biegnie Szlak Orlich Gniazd – odcinek z Żerkowic do Zamku w Morsku.